# Batalla del banc de Skerki
La batalla del Banc Skerki va ser un enfrontament durant la Segona Guerra Mundial que va tenir lloc prop del Banc Skerki al mar Mediterrani a les primeres hores del 2 de desembre de 1942. La Força Q una flotilla de creuers i destructors de la Royal Navy va atacar el Comboi H, un comboi italià i la seva escorta de destructors i torpediners de la Regia Marina.
La Força Q va enfonsar els quatre vaixells mercants italians i un dels destructors d'escorta a canvi de danys menors per estelles. La Força Q va ser atacada pels torpediners de la Luftwaffe a les 06:30 del 3 de desembre, enfonsant el destructor Quentin amb un torpede i danyant el destructor Quiberon.
La batalla va ser el primer i més significatiu èxit de Força Q.

## Rerefons

### Força Q
Poc després de l'inici de l'operació Torxa, els comandants aliats van començar a fer arranjaments per intensificar l'ofensiva contra la ruta de subministrament de l'Eix des d'Itàlia fins a Tunis i Bizerta a Tunísia. El 30 de novembre, una vegada que la cobertura dels caces aliats va poder oferir una protecció suficient, la Força Q va establir la base a Bône, un port de la costa nord-est d'Algèria, no gaire lluny de la frontera amb Tunísia. La Força Q (contraalmirall Cecil Harcourt) estava formada pels creuers lleugers HMS Aurora (vaixell insígnia), Argonaut i Sirius amb els destructors HMS Quentin i HMAS Quiberon.

### Comboi H
El comboi H comprenia el transport alemany KT-1 (850 tones brutes de registre [TRB]), Aventino (3.794 TRB), Puccini (2.422 TRB) i el transbordador convertit Aspromonte (976 TRB). Els vaixells portaven reforços cap a Àfrica, que incloïen 1.766 soldats, 698 tones llargues (709 t) de càrrega (principalment munició), quatre tancs, 32 vehicles més i dotze peces d'artilleria. L'escorta va ser comandada pel capità Aldo Cocchia en el destructor Nicoloso da Recco (vaixell insígnia) amb Camicia Nera i Folgore, juntament amb els torpediners Clio i Procione.

## Preludi

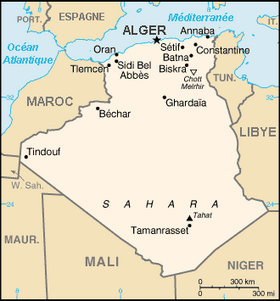
Mapa d'Algèria que mostra Annaba (antiga Bône), la nova base de la Força Q

L'1 de desembre, la Força Q va navegar per atacar la navegació de l'Eix a la ruta del comboi des de Trapani a Sicília fins a Tunis. Quatre combois estaven al mar, formats per tretze mercaders escortats per set destructors i dotze torpediners. Tres combois van rebre l'ordre de tornar després de ser detectats per avions de reconeixement britànics, però el comboi H va continuar cap a Tunis. El comboi va ser sobrevolat per avions durant la nit de l'1/2 de desembre i les bengales van marcar el rumb dels vaixells; a les 00:30 la Força Q va detectar els vaixells italians al radar, a 60 nmi (110 km; 69 milles) al nord-est de Bizerta. Cocchia va enviar el Procione per davant per escombrar les mines. La Supermarina havia subratllat la importància que el comboi es mantingués en formació propera, però adonant-se que hi havia vaixells hostils a la zona, Cocchia va ordenar al comboi que fes un gir de 90° cap al sud-est a les 00:01. A les 00:17 Cocchia va ordenar un gir cap a l'oest sud-oest; el comboi hauria d'haver navegat 3 nmi (5,6 km; 3,5 milles) cap al sud, que estava a prop, com era prudent, dels camps de mines no marcats. El comboi va perdre formació perquè Puccini va fallar l'ordre de gir i va confondre l'Aspromonte; KT 1, que no tenia ràdio, no va seguir el Puccini i es va desviar cap al nord-oest.

## La batalla
A les 00:27, la Força Q, navegant a 20 nusos (23 mph; 37 km/h), va arribar al comboi. El De Recco es trobava en un curs oest sud-oest, per davant de l'Aventino, el Clio i l'Aspromonte. El Puccini i el Folgore estaven l'un al costat de l'altre, a 6.000 iardes (3,0 nmi) darrere del De Recco, en direcció sud-sud-oest; el Camicia Nera es trobava a 3.000 iardes (1,5 nm) al nord del Puccini i del Procione estava netejant de mines a 6.000 m (3,0 nmi; 3,4 milles; 5,5 km) al sud del De Recco, tot en direcció oest sud-oest. La Força Q es va apropar amb l'Aurora al capdavant, seguida del Sirius, l'Argonaut, el Quiberon i el Quentin; a les 00:38, a 1.800 iardes (1.600 m) de distància, els vaixells líders van disparar contra el KT 1 que va explotar. L'Argonaut i el Quiberon van obrir foc sobre el Procione (o el De Recco) mentre Cocchia va ordenar als escortes que ataquessin. La Força Q va donar la volta al casc del KT 1 i l'Argonaut va disparar i va llançar un torpede a KT 1, després a les 00:39 l'Argonaut va navegar cap al nord-est fins al que va resultar ser un fals contacte. Al cap d'un parell de minuts, l'Argonaut va disparar contra el Camicia Nera mentre avançava cap a l'atac, l'Aurora també disparava contra el destructor, amb la impressió que era un vaixell mercant. El Camicia Nera va girar i va llançar sis torpedes en dos minuts a partir de les 00:43 a una distància de 2.200 iardes (1,1 nmi) i després va girar cap al nord, entre esquitxades d'obusos. L'Aspromonte es trobava a 900 iardes (0,44 nm) a l'esquerra de l'Aurora i l'Aventino a 4.000 m (2,0 nmi) de distància. L'Argonaut també s'estava preparant per disparar a l'Aventino mentre el Sirius disparava contra el Folgore i el Clio.

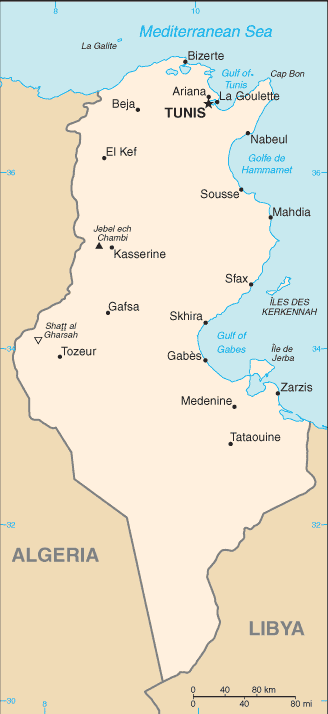
Mapa que mostra la costa tunisiana

El Folgore havia atacat abans de rebre l'ordre de Cocchia i a les 00:47 va disparar tres torpedes a proa de l'Aurora, a una distància subestimada a 1.500 iardes (0,74 nmi) i es va girar. El Sirius va atrapar un vaixell de càrrega en un dels seus reflectors i a les 00:50 el Folgore va girar amb força cap a babord i va disparar els seus tres últims torpedes al reflector; els torpedes van fallar però es van reclamar dos cops per error. El Folgore es va dirigir cap al sud-oest a 27 nusos (50 km/h; 31 mph) però a les 00:52 va ser colpejat per nou obusos de l'Argonaut que van provocar greus inundacions i un gran incendi. El Folgore s'inclina fins a 20° i bolcà a les 01:16. Quan va començar l'atac britànic, el Procione li va enredar la paravana i no va poder albirar el Sirius fins que es va tancar a 2.000 iardes (0,99 nmi) pel costat d'estribord i va obrir foc a les 00:53. Els obusos van matar la tripulació de l'armes de proa i el capità va prendre mesures evasives i es va dirigir cap al sud-oest. El Clio va començar a fer fum, disparant als reflectors i els flaixos de les armes; De Recco va intentar fer un atac de torpedes.
A les 00:55 el Quiberon va trencar la formació per atacar el Clio, va ser encaixat pel foc de retorn. El Sirius i l'Argonaut estaven disparant contra el Puccini i a les 00:58, l'Argonaut va disparar un torpede al Puccini i després un a babord a l'Aventino, que estava en flames. A la 01:12 el Sirius també va llançar un torpede a l'Aventino que va explotar i es va enfonsar. A la 01:16 el Quiberon va navegar per l'aigua plena de supervivents i va atacar el Puccini i a la 01:12 Quentin va seguir el Quiberon, ambdós destructors fixant el Puccini en ratxa; l'Aurora estava enfrontant-se a l'Aspromonte des de 8.000 iardes (3,9 nmi) que va començar a enfonsar-se; els creuers britànics van canviar d'objectiu contra el Clio, però al cap de cinc minuts el Clio va escapar sense danys. El De Recco s'havia apropat a 4.500 iardes (2,2 milles nàutiques) de Força Q a la 01:30 i va llançar torpedes que van fallar; Els cops d'obusos del Sirius, el Quiberon i el Quentin van matar 118 membres de la tripulació i van deixar el De Recco aturat a l'aigua, per ser eventualment remolcat a port pel Pigafetta. Els vaixells britànics van completar el seu circuit al voltant dels vaixells italians i van posar rumb cap a Bône. La Força Q va ser atacada per torpediners de la Luftwaffe a les 06:30 del 3 de desembre, enfonsant el Quentin amb un torpede i danyant el Quiberon.

## Conseqüències

### Anàlisi
El 1966 els historiadors oficials britànics van escriure que Força Q té un "èxit espectacular"; en una hora, Força Q havia enfonsat 7.800 tones llargues (7.900 t) d'enviament durant un "enfrontament unilateral" sense danys. Just després de l'alba, mentre la Força Q feia el viatge de tornada a Bône, el Quentin va ser enfonsat per un torpediner. El 2009, Vincent O'Hara va escriure que la batalla va ser una greu derrota italiana, en la qual una gran força d'escorta no havia aconseguit evitar que els quatre vaixells de subministrament fossin enfonsats. Els danys menors infligits pels vaixells italians als seus oponents van contrastar molt, malgrat que les escortes del comboi gestionaven llançar tants torpedes a una distància tan propera. El comboi havia estat atacat mentre estava desorganitzat i no va poder aconseguir una resposta coordinada. Després de més de dos anys de guerra, la Regia Marina encara era incapaç d'apuntar amb precisió els torpedes a la nit, en part perquè Supermarina va acceptar les reclamacions d'impactes de torpedes sense crítiques, cosa que enfosquia la importància de la fallada.

### Víctimes

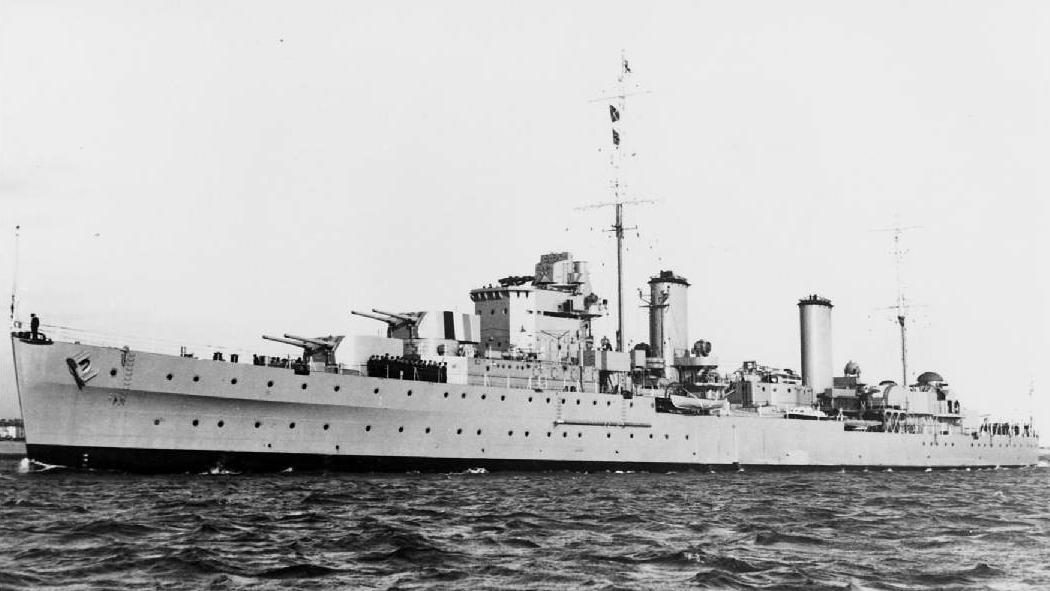
HMS Aurora, vaixell insígnia de la Força Q

Dels quatre vaixells de càrrega del Comboi H, tres van ser enfonsats i un enfonsat; l'escorta Folgore també va ser enfonsat. Dos-cents membres de les tripulacions del mercant i de la Regia Marina i 1.527 soldats, embarcats a l'Aventino i al Puccini van ser morts. La tripulació del Folgore va patir 126 baixes, el Nicoloso da Recco 118, l'Aspromonte 39, i el Procione 3. Els vaixells britànics van patir danys lleugers, però van perdre el Quentin a causa d'un torpediner en el viatge de tornada a Bône, amb la pèrdua de 20 homes.

### Operacions posteriors
A les 16:00, la 14a Flotilla de Destructors, de la Força K, formada pel HMS Jervis, Javelin, Nubian i Kelvin, va sortir de Malta, sense problemes per part de l'aviació de l'Eix, per atacar el Convoi C, els vaixells mercants Veloce i Chisone en ruta cap a Trípoli, escortats pel torpediners Ardente, Aretusa i Lupo. A prop dels bancs de Kerkenah, els Fairey Albacores del Fleet Air Arm van torpedinar el Veloce, que transportava benzè i es va incendiar, cremant intensament. La Força K va navegar cap a la il·luminació mentre el Lupo es preparava per enfrontar-se als supervivents i la resta del comboi abraçava la costa. El Jervis va il·luminar Lupo amb un reflector i va obrir foc a 2.000 iardes (0,99 nmi; 1,1 milles; 1,8 km) sorprenent el vaixell torpediner italià i destruint el pont. La resta de la flotilla es va unir i el Lupo no va poder respondre, tots menys dotze de la tripulació van morir. La resta del comboi es va escapar a les aigües poc profundes dels bancs de Kerkenah.
El comboi "B", un moviment marítim simultani de l'Eix, compost pels cargols italians Arlesiana, Achille Lauro i Campania i els alemanys Menes i Lisboa, navegava aquella nit de Nàpols a Tunis . Els vaixells de càrrega estaven escortats per les torpedineres Groppo, Sirio, Pallade i Orione. Després que el comboi fos sobrevolat per avions de reconeixement aliats a la tarda del 30 de novembre, l'escorta va ser reforçada amb els destructors Maestrale, Ascari i Grecale, s'hi va unir més tard la torpedinera Uragano. El comboi va ser retirat a Trapani quan la vigilància aèria alemanya va descobrir la presència de la Força Q a la zona a les 23:30. Mentre navegava de tornada, el comboi "B" va presenciar la destrucció del comboi "H". Es van albirar nombroses bengales cap al sud, en direcció a la força de l'Eix. A la 01:00, el comandant del Maestrale, l'escorta principal, va ordenar al comboi que canviés de rumb cap a Palerm, una ruta més al nord, per evitar la detecció de la Força Q.

## Orde de batalla

### Regia Marina
- Comboi
  - Vapors 
    - KT-1 (alemany, 7.800 tones)
    - Aventino
    - Aspromonte
    - Puccini
- Escorta, sota el comandament del capitano di vascello Aldo Cocchia:[14]
  - 3 destructors:
    - Nicoloso da Recco (nau almirall)
    - Camicia Nera (comandant Adriano Foscari)
    - Folgore (comandant Ener Bettica)

  - 2 torpedineres:
    - Clio
    - Procione

### Royal Navy
- Atacants, sota el comandament del contraalmirall Cecil Harcourt:[14]
  - 3 creuers lleugers:
    - HMS Aurora  (nau almirall)
    - HMS Argonaut
    - HMS Sirius

  - 2 destructors:
    - HMS Quentin
    - HMAS Quiberon